# Pantecphylus konduensis
Pantecphylus konduensis är en insektsart som beskrevs av Schmidt, G.H. 2007. Pantecphylus konduensis ingår i släktet Pantecphylus och familjen vårtbitare. Inga underarter finns listade i Catalogue of Life.